# Tiszacsege
Tiszacsege (ehemals Csege) ist eine ungarische Stadt im Kreis Balmazújváros im Komitat Hajdú-Bihar. Sie liegt am linken Ufer der Theiß (ungarisch Tisza) und am nordwestlichen Rand des Nationalparks Hortobágy. Zur Stadt gehört der südlich gelegene Ortsteil Nagymajor.

## Geografie
Tiszacsege grenzt an das Komitat Borsod-Abaúj-Zemplén und an folgende Gemeinden:
| Ároktő (BZ)       |                                             | Újszentmargita |
| Tiszadorogma (BZ) | Kompassrose, die auf Nachbargemeinden zeigt |                |
| Egyek             |                                             | Hortobágy      |

## Geschichte
Ursprünglich hieß der Ort Csege. Wegen der geografisch günstigen Lage hatte der Ort schon im frühen Mittelalter eine Theißquerung. Im 15. Jahrhundert erhielt Csege das Marktrecht. Im Jahr 2000 wurde Tiszacsege in den Rang einer Stadt erhoben.

## Sehenswürdigkeiten
- Museum (Tüzelős-ól múzeum)
- 1956er-Denkmal (1956-os emlékmű), erschaffen von Zoltán Hegedűs
- Reformierte Kirche, erbaut im barocken Stil
- Römisch-katholische Kirche Magyarok Nagyasszonya, erbaut 1941
- Sándor-Petőfi-Denkmal, erschaffen von György Törő
- Schloss Vay (Vay-kastély), erbaut Anfang des 19. Jahrhunderts im spätbarocken Stil, im Ortsteil Nagymajor gelegen
- Thermalbad
- Weltkriegsdenkmal (Első világháborús emlékmű), erschaffen 1924 von Tivadar Debreczeny

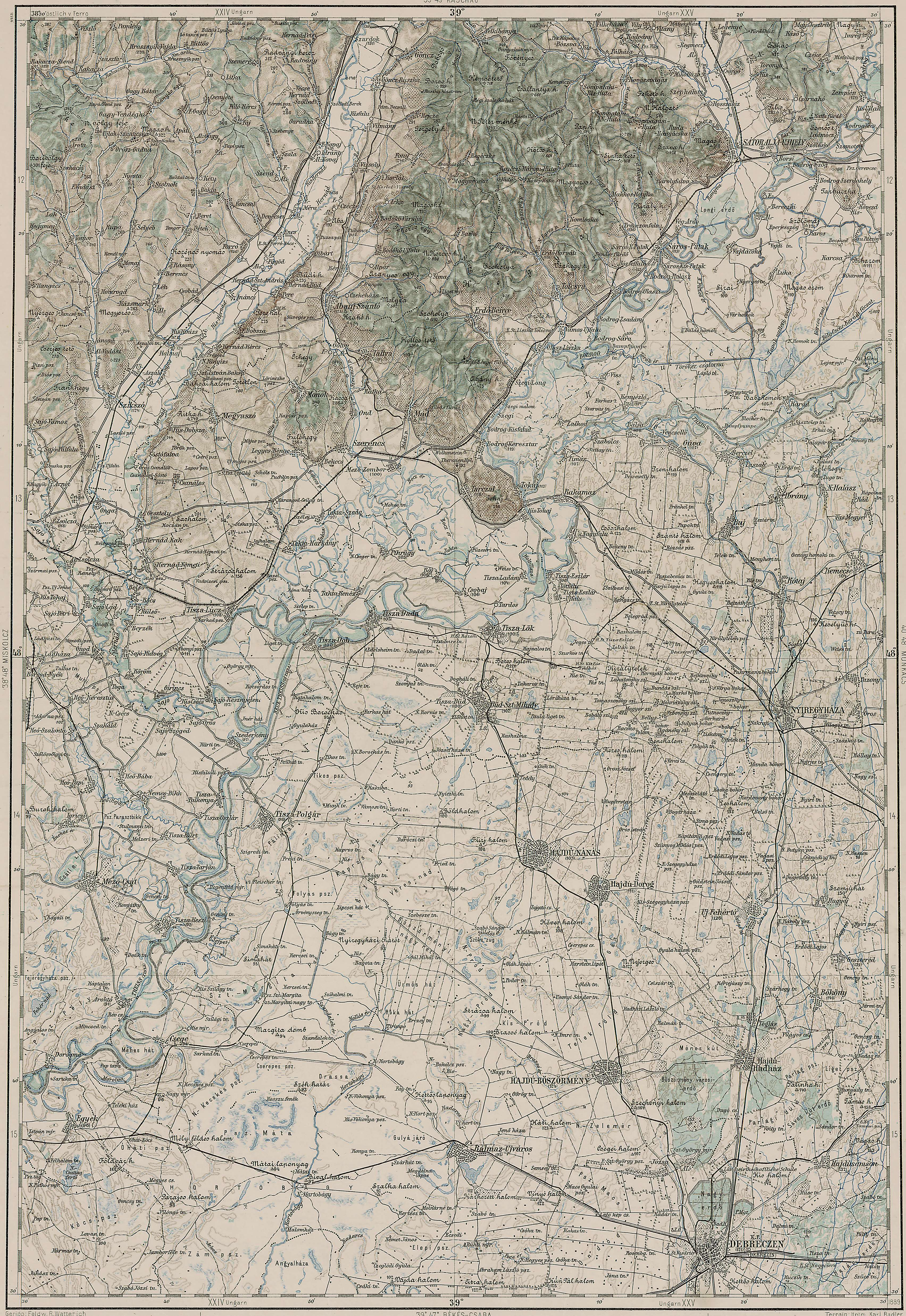
Csege (N 47° 42'; O 38° 40') um 1892
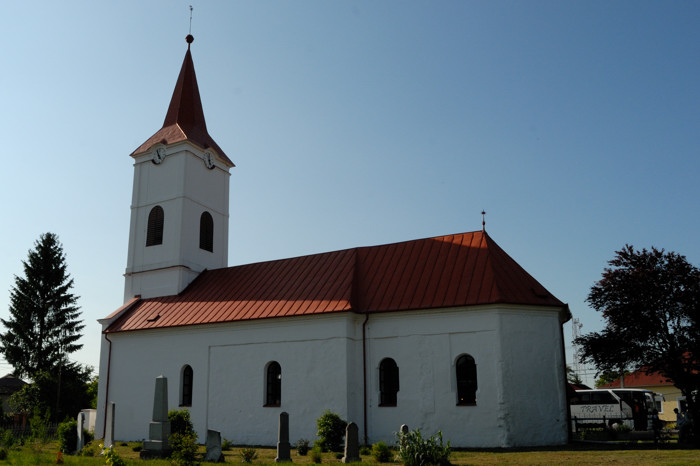
Reformierte Kirche
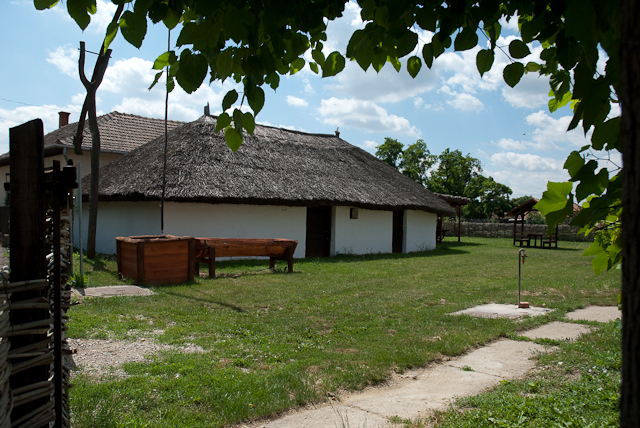
Tüzelős-ól múzeum
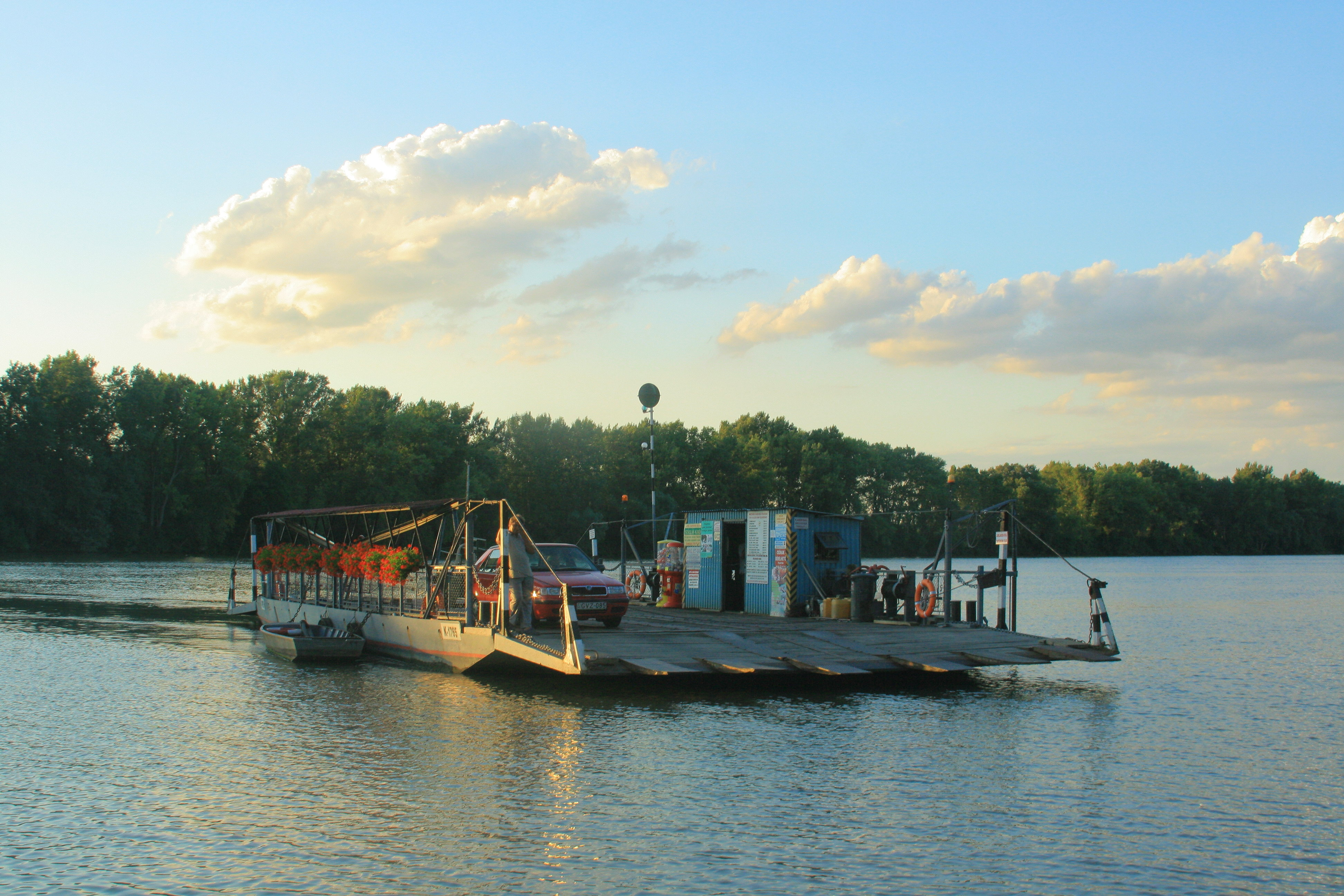
Fähre über die Theiß
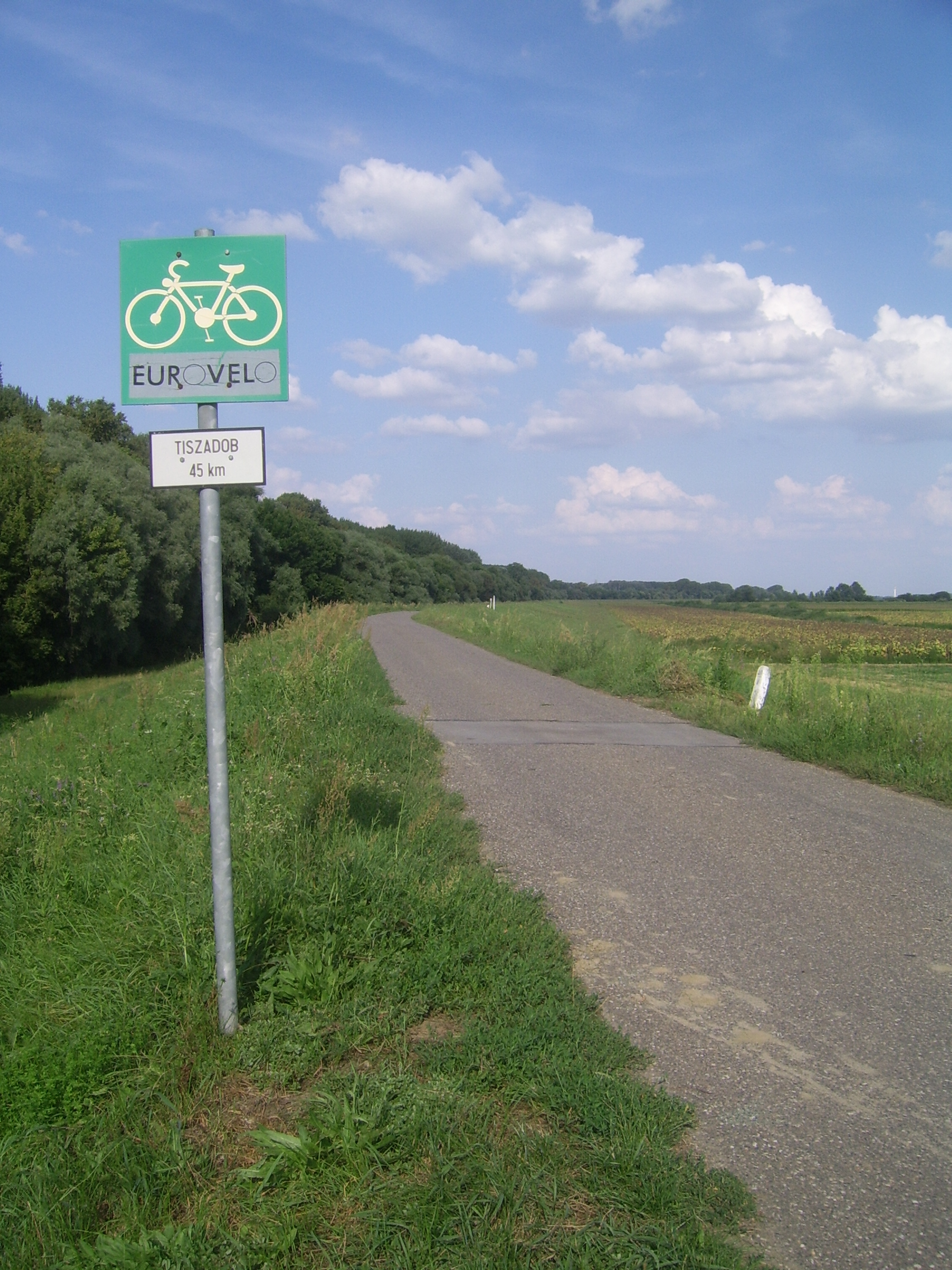
Radfernweg EuroVelo 11 bei Tiszacsege
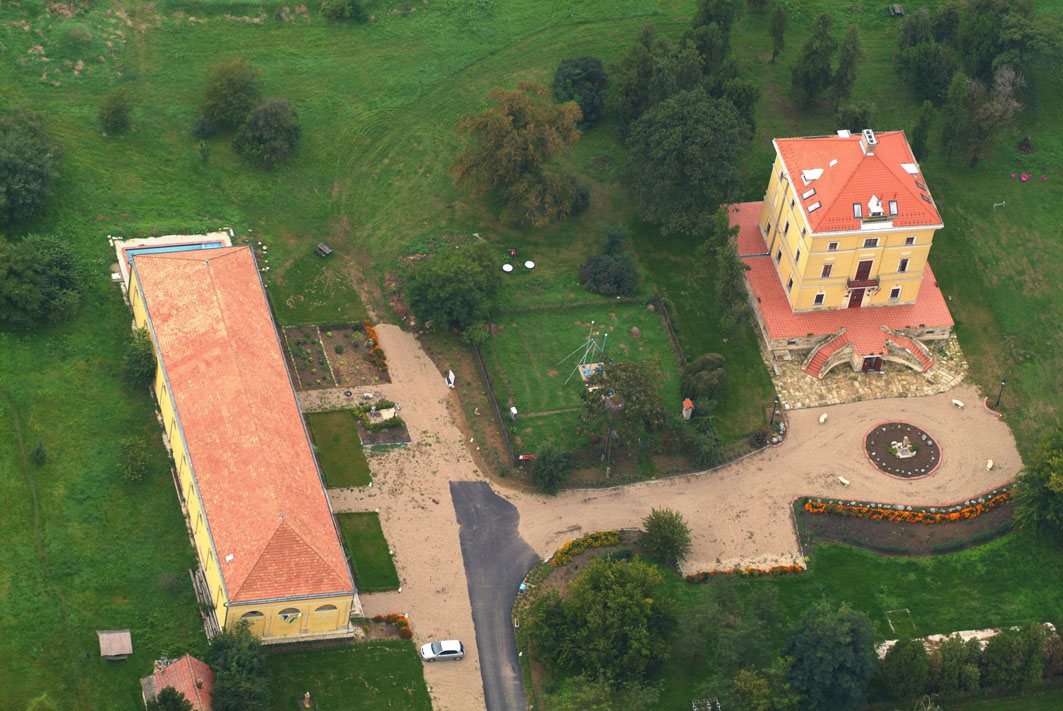
Blick auf Schloss Vay

## Verkehr
In Tiszacsege treffen die Landstraßen Nr. 3307, Nr. 3315 und Nr. 3322 aufeinander.  Es bestehen Busverbindungen nach Egyek, Újszentmargita und Balmazújváros. Der Ort liegt an der Bahnstrecke Ohat-Pusztakócs–Nyíregyháza, jedoch wurde der Personenverkehr im Dezember 2009 eingestellt, so dass Reisende den nächstgelegenen Bahnhof in Egyek nutzen müssen. Von Sonnenaufgang bis Sonnenuntergang besteht eine Fährverbindung über die Theiß nach Ároktő. Bei Tiszacsege verläuft der Radfernweg EuroVelo 11.